# Mario Praz
Mario Praz (* 6. September 1896 in Rom; † 23. März 1982 ebenda) war ein italienischer Literaturwissenschaftler (Anglistik) und Kunsthistoriker. Bekannt ist er durch ein Standardwerk zur Schwarzen Romantik Liebe, Tod und Teufel.

## Leben
Praz war der Sohn des Bankangestellten Luciano Praz und von Giulia Testa di Marsciano (gestorben 1931), der Tochter eines Grafen. Nach dem Tod des Vaters 1900 heiratete die Mutter 1912 in zweiter Ehe den Arzt Carlo Targioni.
Praz studierte während des Ersten Weltkriegs an der Universität Bologna und danach an der Universität Rom, wo er 1918 einen Abschluss in Jura machte. 1920 schloss er sein Studium der Literatur an der Universität Florenz ab. 1923 ging er mit einem Stipendium nach Großbritannien, wo er zunächst im Britischen Museum arbeitete und ab 1924 als Professor für Italian Studies (Italienische Kultur) an der University of Liverpool. 1928 hielt er die jährliche Italian Lecture der British Academy über Macchiavelli. 1932 bis 1934 unterrichtete er Italian Studies an der University of Manchester. Ab 1934 lehrte er als Professor für Anglistik an der Universität Rom (La Sapienza) bis zu seinem Ruhestand 1966. Ab 1969 wohnte er im Palazzo Primoli nahe der Piazza Navona, seit 1995 Museum.
1934 heiratete er die britische Literaturwissenschaftlerin Vivyan Leonora Eyles (1910 bis 1984), mit der er die Tochter Lucia Praz (1938–2011) hatte. Ihre Wohnung im Palazzo Ricci in Rom war Treffpunkt von europäischen Intellektuellen in den 1930er Jahren. Sie trennten sich 1942 (sie beklagte sich, er wäre mehr an Möbeln als an ihr interessiert) und die Ehe wurde 1947 geschieden. In zweiter Ehe war er 1953 mit Perla Cacciguerra verheiratet. 1962 wurde er in England geadelt (KBE).
Sein Buch über die Schwarze Romantik war eines der ersten interdisziplinären, Literatur-, Kunst-  und Musikgeschichte verbindenden Werke. Er prägte darin unter anderem den Begriff des Horror vacui in Bezug auf überladene viktorianische Kunst und geht auf erotisch-morbide Themen zum Beispiel in den Werken von Gustave Flaubert, Marquis de Sade, Oscar Wilde, Charles Baudelaire und Algernon Swinburne nach wie dem Thema der Femme Fatale. Als Kunsthistoriker befasste er sich unter anderem mit Emblemforschung, Neuklassizismus, Innenarchitektur und Design (Innendekoration, Möbel). Er gab Bücher zu Giovanni Piranesi und Antonio Canova heraus und übersetzte Schriften von Walter Pater ins Italienische.

## Ehrungen
1960 erhielt Praz den Antonio-Feltrinelli-Preis. Der Accademia dei Lincei gehörte er seit 1952 als korrespondierendes Mitglied an, zum socio nazionale (Vollmitglied) wurde er 1966 gewählt.
1969 wurde er in die American Academy of Arts and Sciences gewählt.

## Schriften
- Liebe, Tod und Teufel. Die Schwarze Romantik, dtv, München 1963 (italienisches Original: La carne, la morte e il diavolo nella letteratura romantica, Società editrice La Cultura, Milano-Roma 1930, englische Übersetzung: The Romantic Agony, Oxford University Press 1933)
- The Hero in Eclipse in Victorian Fiction, Oxford University Press 1956
- Mnemosyne: The parallel between Literature and the Visual Arts, Princeton University Press 1970 (A. W. Mellon Lectures in der National Gallery of Art, Washington D. C. 1967)
- An Illustrated History of Interior Decoration from Pompei to Art Nouveau, Thames and Hudson, London 1964 (Italienisch: La filosofia dell arredamento: i mutamenti nel gusto della decorazione interna attraverso i secoli dall antica Roma ai nostri tempi, Mailand, Longanesi 1964)
- An Illustrated History of Furnishing from the Renaissance to the 20th Century, New York, G. Braziller 1964
- The House of Life, Oxford University Press 1964 (Italienisch: La Casa della Vita, Mondadori, Milano 1958, Autobiographie)
- Herausgeber und Einführung in: Giovanni Piranesi: Magnificenza di Roma, Edizione Il Polifilo, Milano 1961 (englische Ausgabe: The Magnificence of Rome, Hartcourt, Brace 1962)
- Studies in Seventeenth-Century Imagery, 2 Bände, The Warburg Institute, London 1939, 1947, 2. Auflage, Edizioni di Storia e Letteratura, Roma 1964, 1974 (Emblem-Forschung, italienische Ausgabe: Studi sul concettismo, Florenz, Sansoni 1946)
- Francesco Pianta’s bizarre carvings, in Essays in the History of Art presented to Rudolf Wittkower, Band 2, London, Phaidon 1967
- Sceni di conversazione: Conversation Pieces, Rom, U. Bozzi 1971 (englische Ausgabe: Conversation Pieces: a survey of the informal group portrait in Europe and America, Pennsylvania State University Press 1971)
- Gusto Neoclassico, Sansoni, Firenze 1940 (englische Ausgabe: On Neoclassicism, Evanston, Illinois, Northwestern University Press 1969)
- Il giardino dei sensi. Studi sul manierismo e il barocco, Mailand, Arnoldo Mondadori, 1975. Dt.: Der Garten der Sinne. Ansichten des Manierismus und des Barock, Frankfurt am Main, S. Fischer, 1988.
- L’opera completa del Canova, presentazione di Mario Praz, Rizzoli, Milano 1976